# Gulporig ticka
Gulporig ticka (Diplomitoporus flavescens) är en svampart som först beskrevs av Giacopo Bresàdola, och fick sitt nu gällande namn av Domanski 1970. Enligt Catalogue of Life ingår Gulporig ticka i släktet Diplomitoporus,  och familjen Polyporaceae, men enligt Dyntaxa är tillhörigheten istället släktet Diplomitoporus,  och familjen Steccherinaceae. Arten är reproducerande i Sverige. Inga underarter finns listade i Catalogue of Life.